# Seforong Community
Seforong Community är en gemenskap i Lesotho.   Den ligger i distriktet Quthing, i den södra delen av landet, 110 km sydost om huvudstaden Maseru.